# عين بومرشد (عين قنصرة)
عين بومرشد هي إحدى مشيخات المملكة المغربية، تتبع جغرافيا لإقليم مولاي يعقوب وإداريًا لعين قنصرة. يقدر عدد سكانها بـ 4170 نسمة حسب الإحصاء الرسمي للسكان والسكنى لسنة 2004.